# Annales Petaviani
Annales Petaviani is de moderne benaming voor een vroegmiddeleeuws geschiedwerk in het Latijn, behorend tot de zogenaamde "minor annals group".
De naam verwijst naar de vroegere bezitter van het handschrift, de Franse Jezuïet Denis Pétau (1583–1652), wiens Latijnse naam Dionysius Petavius was. De Annalen behandelen in regelmatige aantekeningen de tijd van 708 tot 799. De beschrijving tot 771 is evenwel een compilatie uit oudere bronnen, alvorens de eigen, originele aanvulling aanvangt. De Annalen bevatten enkele waardevolle mededelingen voor de Karolingische periode, bijvoorbeeld in verband met het vermoedelijke geboortejaar van Karel de Grote (747).

## Noot
1. ↑  Bestaande uit vier Rijksannalen, met naast de Annales Petaviani ook de Annales sancti Amandi, Annales Laubacenses en Annales Tiliani.

## Uitgave
- G.H. Pertz (ed.), Monumenta Germaniae Historica, SS, I, Hannover, 1826, pp. 3-18.